# 9215 Taiyonoto
9215 Taiyonoto è un asteroide della fascia principale. Scoperto nel 1995, presenta un'orbita caratterizzata da un semiasse maggiore pari a 2,2260890 UA e da un'eccentricità di 0,1511454, inclinata di 2,89609° rispetto all'eclittica.